# Karacanlık, Reyhanlı
Karacanlık là một xã thuộc huyện Reyhanlı, tỉnh Hatay, Thổ Nhĩ Kỳ. Dân số thời điểm năm 2011 là 575 người.